# یارمچه
یارمچه (به ازبکی: Yarmacha) یک منطقهٔ مسکونی در ازبکستان است که در ولایت خوارزم واقع شده‌است. یارمچه ۹۲ متر بالاتر از سطح دریا واقع شده‌است.